# Veverské Knínice
Veverské Knínice är en ort i Tjeckien.   Den ligger i regionen Södra Mähren, i den sydöstra delen av landet, 170 km sydost om huvudstaden Prag. Veverské Knínice ligger 336 meter över havet och antalet invånare är 824.
Terrängen runt Veverské Knínice är platt åt sydväst, men åt nordost är den kuperad. Runt Veverské Knínice är det ganska tätbefolkat, med 65 invånare per kvadratkilometer. Närmaste större samhälle är Brno, 15,6 km öster om Veverské Knínice. I omgivningarna runt Veverské Knínice växer i huvudsak blandskog.